# 王树忱
王树忱（1931年—1991年），笔名阿黑、王往、抒晨，男，回族，辽宁丹东人，中国美术片设计师、导演、漫画家，曾任中国电影家协会理事。